# Доне-Врановце
Доне-Врановце (серб. Доње Врановце) — населённый пункт в общине Лебане Ябланичского округа Сербии.

## Население
Согласно переписи населения 2002 года, в селе проживало 331 человек (310 сербов и 21 цыган).
| Численность населения | Численность населения | Численность населения | Численность населения | Численность населения | Численность населения | Численность населения | Численность населения |
| 1948                  | 1953                  | 1961                  | 1971                  | 1981                  | 1991                  | 2002                  | 2011                  |
| --------------------- | --------------------- | --------------------- | --------------------- | --------------------- | --------------------- | --------------------- | --------------------- |
| 439                   | 448                   | 439                   | 406                   | 395                   | 369                   | 331                   | 277                   |

## Религия
Согласно церковно-административному делению Сербской православной церкви, село относится ко Второму бошняцкому приходу Ябланичского архиерейского наместничества Нишской епархии.